# Mercedes-Benz W211
De Mercedes-Benz W211 is een modelserie van de Mercedes-Benz E-Klasse die van 2002 tot 2009 geproduceerd is. De W211 volgde in 2002 de Mercedes-Benz W210 op en is in 2009 vervangen door de Mercedes-Benz W212.

## Kenmerken
Het design van de W211 is in grote lijnen over genomen van zijn voorganger de W210. Een voorbeeld hiervan zijn de dubbele ronde koplampen die op de W210 geïntroduceerd zijn. De auto is als 4-deurs sedan en als 5-deurs stationwagen (Combi) gemaakt. Daarnaast is er ook nog een 4-deurs coupé op de W211 E-Klasse gebaseerd, de Mercedes-Benz CLS-Klasse. In 2006 kreeg het model een update waarbij er diverse nieuwe motoren en aanpassingen doorgevoerd werden. Ook de elektrische storingen waarmee de Mk I modellen van de W211 te maken hadden en voor imagoschade zorgden werden verholpen.

## Motoren
De basisversie met benzinemotor is de E 200 met een 1,8-liter compressormotor. De topversie is de Mercedes-Benz E 63 AMG met een 6,2-liter V8 met 514 pk. Bij de dieselmotoren is de instapversie de E 200 CDI met een 2,2-liter viercilindermotor. De topversie bij de dieselmotoren is de E 420 CDI met een 4,0-liter V8-motor.
De gegevens van 2002 t/m 2006:
Benzine
| Sedan            | Sedan     | Sedan     | Sedan    | Sedan  | Sedan                                    | Sedan       | Sedan          | Sedan       |
| Type             | Motor     | Motor     | Vermogen | Koppel | Transmissie                              | 0–100 km/u  | Topsnelheid    | Jaartal     |
| Type             | Inhoud    | Cilinders | Vermogen | Koppel | Transmissie                              | 0–100 km/u  | Topsnelheid    | Jaartal     |
| ---------------- | --------- | --------- | -------- | ------ | ---------------------------------------- | ----------- | -------------- | ----------- |
| E 200 Kompressor | 1.796 cm³ | 4-in-lijn | 163 pk   | 240 Nm | handgeschakelde 6-bak / 5-traps automaat | 9,6 / 9,9 s | 230 / 227 km/u | 2002 - 2006 |
| E 240            | 2.597 cm³ | V6        | 177 pk   | 240 Nm | handgeschakelde 6-bak / 5-traps automaat | 9,1 / 9,4 s | 236 / 232 km/u | 2002 - 2005 |
| E 240 4Matic     | 2.597 cm³ | V6        | 177 pk   | 240 Nm | 5-traps automaat                         | 10,6 s      | 233 km/u       | 2004 - 2005 |
| E 280            | 2.996 cm³ | V6        | 231 pk   | 300 Nm | handgeschakelde 6-bak / 7-traps automaat | 7,3 / 7,3 s | 250 / 248 km/u | 2005 - 2006 |
| E 280 4Matic     | 2.996 cm³ | V6        | 231 pk   | 300 Nm | 5-traps automaat                         | 7,8 s       | 244 km/u       | 2005 - 2006 |
| E 320            | 3.199 cm³ | V6        | 224 pk   | 315 Nm | 5-traps automaat                         | 7,7 s       | 243 km/u       | 2002 - 2004 |
| E 320 4Matic     | 3.199 cm³ | V6        | 224 pk   | 315 Nm | 5-traps automaat                         | 7,9 s       | 244 km/u       | 2002 - 2004 |
| E 350            | 3.498 cm³ | V6        | 272 pk   | 350 Nm | 7-traps automaat                         | 6,9 s       | 250 km/u       | 2005 - 2006 |
| E 350 4Matic     | 3.498 cm³ | V6        | 272 pk   | 350 Nm | 7-traps automaat                         | 7,1 s       | 250 km/u       | 2005 - 2006 |
| E 500            | 4.966 cm³ | V8        | 306 pk   | 460 Nm | 5-traps automaat                         | 6,0 s       | 250 km/u       | 2002 - 2004 |
| E 500            | 4.966 cm³ | V8        | 306 pk   | 460 Nm | 7-traps automaat                         | 6,0 s       | 250 km/u       | 2004 - 2006 |
| E 500 4Matic     | 4.966 cm³ | V8        | 306 pk   | 460 Nm | 5-traps automaat                         | 6,3 s       | 250 km/u       | 2004 - 2006 |
| E 55 AMG         | 5.439 cm³ | V8        | 476 pk   | 700 Nm | 5-traps automaat                         | 4,7 s       | 250 km/u       | 2002- 2006  |

| Combi            | Combi     | Combi     | Combi    | Combi  | Combi                                    | Combi         | Combi          | Combi       |
| Type             | Motor     | Motor     | Vermogen | Koppel | Transmissie                              | 0–100 km/u    | Topsnelheid    | Jaartal     |
| Type             | Inhoud    | Cilinders | Vermogen | Koppel | Transmissie                              | 0–100 km/u    | Topsnelheid    | Jaartal     |
| ---------------- | --------- | --------- | -------- | ------ | ---------------------------------------- | ------------- | -------------- | ----------- |
| E 200 Kompressor | 1.796 cm³ | 4-in-lijn | 163 pk   | 240 Nm | handgeschakelde 6-bak / 5-traps automaat | 10,1 / 10,6 s | 220 / 218 km/u | 2003 - 2006 |
| E 240            | 2.597 cm³ | V6        | 177 pk   | 240 Nm | handgeschakelde 6-bak / 5-traps automaat | 9,4 / 10,1 s  | 223 / 220 km/u | 2003 - 2005 |
| E 240 4Matic     | 2.597 cm³ | V6        | 177 pk   | 240 Nm | 5-traps automaat                         | 10,8 s        | 214 km/u       | 2004 - 2005 |
| E 280            | 2.996 cm³ | V6        | 231 pk   | 300 Nm | handgeschakelde 6-bak / 7-traps automaat | 8,1 / 7,9 s   | 246 / 238 km/u | 2005 - 2006 |
| E 280 4Matic     | 2.996 cm³ | V6        | 231 pk   | 300 Nm | 5-traps automaat                         | 8,3 s         | 232 km/u       | 2005 - 2006 |
| E 320            | 3.199 cm³ | V6        | 224 pk   | 315 Nm | 5-traps automaat                         | 8,5 s         | 233 km/u       | 2003 - 2004 |
| E 320 4Matic     | 3.199 cm³ | V6        | 224 pk   | 315 Nm | 5-traps automaat                         | 9,0 s         | 233 km/u       | 2004 - 2004 |
| E 350            | 3.498 cm³ | V6        | 272 pk   | 350 Nm | 7-traps automaat                         | 7,1 s         | 245 km/u       | 2005 - 2006 |
| E 350 4Matic     | 3.498 cm³ | V6        | 272 pk   | 350 Nm | 7-traps automaat                         | 7,4 s         | 245 km/u       | 2005 - 2006 |
| E 500            | 4.966 cm³ | V8        | 306 pk   | 460 Nm | 5-traps automaat                         | 6,5 s         | 250 km/u       | 2004 - 2006 |
| E 500 4Matic     | 4.966 cm³ | V8        | 306 pk   | 460 Nm | 5-traps automaat                         | 6,8 s         | 250 km/u       | 2004 - 2006 |
| E 55 AMG         | 5.439 cm³ | V8        | 476 pk   | 700 Nm | 5-traps automaat                         | 4,7 s         | 250 km/u       | 2004- 2006  |

Aardgas
| Sedan     | Sedan     | Sedan     | Sedan    | Sedan  | Sedan            | Sedan      | Sedan       | Sedan       |
| Type      | Motor     | Motor     | Vermogen | Koppel | Transmissie      | 0–100 km/u | Topsnelheid | Jaartal     |
| Type      | Inhoud    | Cilinders | Vermogen | Koppel | Transmissie      | 0–100 km/u | Topsnelheid | Jaartal     |
| --------- | --------- | --------- | -------- | ------ | ---------------- | ---------- | ----------- | ----------- |
| E 200 NGT | 1.796 cm³ | 4-in-lijn | 163 pk   | 240 Nm | 5-traps automaat | 10,7 s     | 227 km/u    | 2004 - 2006 |

Diesel
| Sedan            | Sedan     | Sedan     | Sedan    | Sedan        | Sedan                                    | Sedan         | Sedan          | Sedan       |
| Type             | Motor     | Motor     | Vermogen | Koppel       | Transmissie                              | 0–100 km/u    | Topsnelheid    | Jaartal     |
| Type             | Inhoud    | Cilinders | Vermogen | Koppel       | Transmissie                              | 0–100 km/u    | Topsnelheid    | Jaartal     |
| ---------------- | --------- | --------- | -------- | ------------ | ---------------------------------------- | ------------- | -------------- | ----------- |
| E 200 CDI        | 2.148 cm³ | 4-in-lijn | 122 pk   | 270 Nm       | handgeschakelde 6-bak / 5-traps automaat | 12,0 / 12,1 s | 203 / 198 km/u | 2003 - 2005 |
| E 200 CDI        | 2.148 cm³ | 4-in-lijn | 122 pk   | 270 Nm       | handgeschakelde 6-bak / 5-traps automaat | 12,1 / 12,1 s | 203 / 201 km/u | 2005 - 2006 |
| E 220 CDI        | 2.148 cm³ | 4-in-lijn | 150 pk   | 340 Nm       | handgeschakelde 6-bak / 5-traps automaat | 10,3 / 10,7 s | 217 / 215 km/u | 2003 - 2005 |
| E 220 CDI        | 2.148 cm³ | 4-in-lijn | 150 pk   | 340 Nm       | handgeschakelde 6-bak / 5-traps automaat | 10,1 / 10,6 s | 216 / 214 km/u | 2005 - 2006 |
| E 270 CDI        | 2.685 cm³ | 5-in-lijn | 177 pk   | 400 Nm       | handgeschakelde 6-bak / 5-traps automaat | 9,0 / 9,3 s   | 233 / 232 km/u | 2002 - 2005 |
| E 280 CDI        | 3.222 cm³ | 6-in-lijn | 177 pk   | 425 Nm       | 5-traps automaat                         | 9,0 s         | 228 km/u       | 2004 - 2005 |
| E 280 CDI        | 2.987 cm³ | V6        | 190 pk   | 400 / 440 Nm | handgeschakelde 6-bak / 7-traps automaat | 8,6 / 7,6 s   | 241 / 238 km/u | 2005 - 2006 |
| E 280 CDI 4Matic | 2.987 cm³ | V6        | 190 pk   | 440 Nm       | 5-traps automaat                         | 8,2 s         | 234 km/u       | 2005 - 2006 |
| E 320 CDI        | 3.226 cm³ | 6-in-lijn | 204 pk   | 500 Nm       | 5-traps automaat                         | 7,7 s         | 243 km/u       | 2003 - 2005 |
| E 320 CDI        | 2.987 cm³ | V6        | 224 pk   | 510 Nm       | 7-traps automaat                         | 6,8 s         | 250 km/u       | 2005 - 2006 |
| E 320 CDI 4Matic | 2.987 cm³ | V6        | 224 pk   | 510 Nm       | 5-traps automaat                         | 7,4 s         | 244 km/u       | 2005 - 2006 |
| E 400 CDI        | 3.996 cm³ | V8        | 260 pk   | 560 Nm       | 5-traps automaat                         | 6,9 s         | 250 km/u       | 2004 - 2005 |
| E 420 CDI        | 3.996 cm³ | V8        | 314 pk   | 730 Nm       | 7-traps automaat                         | 6,1 s         | 250 km/u       | 2005 - 2006 |

| Combi            | Combi     | Combi     | Combi    | Combi        | Combi                                    | Combi         | Combi          | Combi       |
| Type             | Motor     | Motor     | Vermogen | Koppel       | Transmissie                              | 0–100 km/u    | Topsnelheid    | Jaartal     |
| Type             | Inhoud    | Cilinders | Vermogen | Koppel       | Transmissie                              | 0–100 km/u    | Topsnelheid    | Jaartal     |
| ---------------- | --------- | --------- | -------- | ------------ | ---------------------------------------- | ------------- | -------------- | ----------- |
| E 220 CDI        | 2.148 cm³ | 4-in-lijn | 150 pk   | 340 Nm       | handgeschakelde 6-bak / 5-traps automaat | 10,6 / 11,1 s | 208 / 207 km/u | 2003 - 2005 |
| E 220 CDI        | 2.148 cm³ | 4-in-lijn | 150 pk   | 340 Nm       | handgeschakelde 6-bak / 5-traps automaat | 10,6 / 11,1 s | 208 / 207 km/u | 2005 - 2006 |
| E 270 CDI        | 2.685 cm³ | 5-in-lijn | 177 pk   | 400 Nm       | handgeschakelde 6-bak / 5-traps automaat | 9,3 / 9,3 s   | 223 / 220 km/u | 2003 - 2005 |
| E 280 CDI        | 3.222 cm³ | 6-in-lijn | 177 pk   | 425 Nm       | 5-traps automaat                         | 9,3 s         | 220 km/u       | 2004 - 2005 |
| E 280 CDI        | 2.987 cm³ | V6        | 190 pk   | 400 / 440 Nm | handgeschakelde 6-bak / 7-traps automaat | 9,1 / 8,2 s   | 231 / 230 km/u | 2005 - 2006 |
| E 280 CDI 4Matic | 2.987 cm³ | V6        | 190 pk   | 440 Nm       | 5-traps automaat                         | 9,0 s         | 226 km/u       | 2006 - 2006 |
| E 320 CDI        | 3.226 cm³ | 6-in-lijn | 204 pk   | 500 Nm       | 5-traps automaat                         | 8,2 s         | 234 km/u       | 2003 - 2005 |
| E 320 CDI        | 2.987 cm³ | V6        | 224 pk   | 510 Nm       | 7-traps automaat                         | 7,3 s         | 240 km/u       | 2005 - 2006 |
| E 320 CDI 4Matic | 2.987 cm³ | V6        | 224 pk   | 510 Nm       | 5-traps automaat                         | 8,1 s         | 236 km/u       | 2006 - 2006 |

De gegevens van 2006 t/m 2009:
Benzine
| Sedan            | Sedan      | Sedan     | Sedan    | Sedan  | Sedan                                    | Sedan       | Sedan          | Sedan       |
| Type             | Motor      | Motor     | Vermogen | Koppel | Transmissie                              | 0–100 km/u  | Topsnelheid    | Jaartal     |
| Type             | Inhoud     | Cilinders | Vermogen | Koppel | Transmissie                              | 0–100 km/u  | Topsnelheid    | Jaartal     |
| ---------------- | ---------- | --------- | -------- | ------ | ---------------------------------------- | ----------- | -------------- | ----------- |
| E 200 Kompressor | 1.796 cm³  | 4-in-lijn | 184 pk   | 250 Nm | handgeschakelde 6-bak / 5-traps automaat | 9,1 / 9,4 s | 230 / 227 km/u | 2006 - 2009 |
| E 230            | 2.496 cm³  | V6        | 204 pk   | 245 Nm | handgeschakelde 6-bak / 7-traps automaat | 8,9 / 9,1 s | 248 / 240 km/u | 2007 - 2009 |
| E 280            | 2.996 cm³  | V6        | 231 pk   | 300 Nm | handgeschakelde 6-bak / 7-traps automaat | 7,3 / 7,3 s | 250 / 248 km/u | 2006 - 2009 |
| E 280 4Matic     | 2.996 cm³  | V6        | 231 pk   | 300 Nm | 5-traps automaat                         | 7,8 s       | 244 km/u       | 2006 - 2009 |
| E 350            | 3.498 cm³  | V6        | 272 pk   | 350 Nm | 7-traps automaat                         | 6,9 s       | 250 km/u       | 2006 - 2009 |
| E 350 4Matic     | 3.498 cm³  | V6        | 272 pk   | 350 Nm | 5-traps automaat                         | 7,1 s       | 250 km/u       | 2006 - 2009 |
| E 350 CGI        | 3.498 cm³  | V6        | 292 pk   | 365 Nm | 7-traps automaat                         | 6,8 s       | 250 km/u       | 2008 - 2009 |
| E 500            | 5.461 cm³  | V8        | 388 pk   | 530 Nm | 7-traps automaat                         | 5,3 s       | 250 km/u       | 2006 - 2009 |
| E 500 4Matic     | 5.461 cm³  | V8        | 388 pk   | 530 Nm | 5-traps automaat                         | 5,5 s       | 250 km/u       | 2006 - 2009 |
| E 63 AMG         | 6.208 cm.3 | V8        | 514 pk   | 630 Nm | 7-traps automaat                         | 4,5 s       | 250 km/u       | 2006 - 2009 |

| Combi            | Combi      | Combi     | Combi    | Combi  | Combi                                    | Combi       | Combi          | Combi       |
| Type             | Motor      | Motor     | Vermogen | Koppel | Transmissie                              | 0–100 km/u  | Topsnelheid    | Jaartal     |
| Type             | Inhoud     | Cilinders | Vermogen | Koppel | Transmissie                              | 0–100 km/u  | Topsnelheid    | Jaartal     |
| ---------------- | ---------- | --------- | -------- | ------ | ---------------------------------------- | ----------- | -------------- | ----------- |
| E 200 Kompressor | 1.796 cm³  | 4-in-lijn | 184 pk   | 250 Nm | handgeschakelde 6-bak / 5-traps automaat | 9,5 / 9,7 s | 225 / 222 km/u | 2006 - 2009 |
| E 230            | 2.496 cm³  | V6        | 204 pk   | 245 Nm | handgeschakelde 6-bak / 7-traps automaat | 9,9 / 9,9 s | 233 / 228 km/u | 2007 - 2009 |
| E 280            | 2.996 cm³  | V6        | 231 pk   | 300 Nm | handgeschakelde 6-bak / 7-traps automaat | 8,1 / 7,9 s | 246 / 238 km/u | 2006 - 2009 |
| E 280 4Matic     | 2.996 cm³  | V6        | 231 pk   | 300 Nm | 5-traps automaat                         | 8,3 s       | 232 km/u       | 2006 - 2009 |
| E 350            | 3.498 cm³  | V6        | 272 pk   | 350 Nm | 7-traps automaat                         | 7,1 s       | 250* km/u      | 2006 - 2009 |
| E 350 4Matic     | 3.498 cm³  | V6        | 272 pk   | 350 Nm | 5-traps automaat                         | 7,4 s       | 245 km/u       | 2006 - 2009 |
| E 350 CGI        | 3.498 cm³  | V6        | 292 pk   | 365 Nm | 7-traps automaat                         | 7,0 s       | 250 km/u       | 2008 - 2009 |
| E 500            | 5.461 cm³  | V8        | 388 pk   | 530 Nm | 7-traps automaat                         | 5,4 s       | 250 km/u       | 2006 - 2009 |
| E 500 4Matic     | 5.461 cm³  | V8        | 388 pk   | 530 Nm | 5-traps automaat                         | 5,7 s       | 250 km/u       | 2006 - 2009 |
| E 63 AMG         | 6.208 cm.3 | V8        | 514 pk   | 630 Nm | 7-traps automaat                         | 4,6 s       | 250 km/u       | 2006 - 2009 |

Diesel
| Sedan            | Sedan     | Sedan     | Sedan    | Sedan        | Sedan                                    | Sedan       | Sedan          | Sedan       |
| Type             | Motor     | Motor     | Vermogen | Koppel       | Transmissie                              | 0–100 km/u  | Topsnelheid    | Jaartal     |
| Type             | Inhoud    | Cilinders | Vermogen | Koppel       | Transmissie                              | 0–100 km/u  | Topsnelheid    | Jaartal     |
| ---------------- | --------- | --------- | -------- | ------------ | ---------------------------------------- | ----------- | -------------- | ----------- |
| E 200 CDI        | 2.148 cm³ | 4-in-lijn | 136 pk   | 340 Nm       | handgeschakelde 6-bak / 5-traps automaat | 9,9 / 9,9 s | 214 / 211 km/u | 2006 - 2009 |
| E 220 CDI        | 2.148 cm³ | 4-in-lijn | 170 pk   | 400 Nm       | handgeschakelde 6-bak / 5-traps automaat | 8,4 / 8,6 s | 227 / 225 km/u | 2006 - 2009 |
| E 280 CDI        | 2.987 cm³ | V6        | 190 pk   | 400 / 440 Nm | handgeschakelde 6-bak / 7-traps automaat | 8,6 / 7,6 s | 241 / 238 km/u | 2006 - 2009 |
| E 280 CDI 4Matic | 2.987 cm³ | V6        | 190 pk   | 440 Nm       | 5-traps automaat                         | 8,2 s       | 234 km/u       | 2006 - 2009 |
| E 300 Bluetec    | 2.987 cm³ | V6        | 211 pk   | 540 Nm       | 7-traps automaat                         | 7,2 s       | 244 km/u       | 2008 - 2009 |
| E 320 CDI        | 2.987 cm³ | V6        | 224 pk   | 540 Nm       | 7-traps automaat                         | 6,8 s       | 250 km/u       | 2006 - 2009 |
| E 320 CDI 4Matic | 2.987 cm³ | V6        | 224 pk   | 540 Nm       | 5-traps automaat                         | 7,4 s       | 244 km/u       | 2006 - 2009 |
| E 420 CDI        | 3.996 cm³ | V8        | 314 pk   | 730 Nm       | 7-traps automaat                         | 6,1 s       | 250 km/u       | 2006 - 2008 |

| Combi            | Combi     | Combi     | Combi    | Combi        | Combi                                    | Combi         | Combi          | Combi       |
| Type             | Motor     | Motor     | Vermogen | Koppel       | Transmissie                              | 0–100 km/u    | Topsnelheid    | Jaartal     |
| Type             | Inhoud    | Cilinders | Vermogen | Koppel       | Transmissie                              | 0–100 km/u    | Topsnelheid    | Jaartal     |
| ---------------- | --------- | --------- | -------- | ------------ | ---------------------------------------- | ------------- | -------------- | ----------- |
| E 200 CDI        | 2.148 cm³ | 4-in-lijn | 136 pk   | 340 Nm       | handgeschakelde 6-bak / 5-traps automaat | 10,5 / 10,7 s | 202 / 200 km/u | 2006 - 2009 |
| E 220 CDI        | 2.148 cm³ | 4-in-lijn | 170 pk   | 400 Nm       | handgeschakelde 6-bak / 5-traps automaat | 9,1 / 9,1 s   | 218 / 218 km/u | 2006 - 2009 |
| E 280 CDI        | 2.987 cm³ | V6        | 190 pk   | 400 / 440 Nm | handgeschakelde 6-bak / 7-traps automaat | 9,1 / 8,2 s   | 231 / 230 km/u | 2006 - 2009 |
| E 280 CDI 4Matic | 2.987 cm³ | V6        | 190 pk   | 440 Nm       | 5-traps automaat                         | 9,0 s         | 226 km/u       | 2006 - 2009 |
| E 320 CDI        | 2.987 cm³ | V6        | 224 pk   | 540 Nm       | 7-traps automaat                         | 7,3 s         | 240 km/u       | 2006 - 2009 |
| E 320 CDI 4Matic | 2.987 cm³ | V6        | 224 pk   | 540 Nm       | 5-traps automaat                         | 8,1 s         | 236 km/u       | 2006 - 2009 |